# Italie aux Jeux olympiques de 1912
L'Italie a participé aux  Jeux d'été pour la quatrième fois aux Jeux de Stockholm en 1912.
Avec six médailles (trois d'or, une d'argent et deux de bronze), les athlètes italiens, emmenés par le gymnaste Alberto Braglia, se sont classés à la onzième place du classement des nations.

## Liste des médaillés italiens

### Médailles d'or
| Sport              | Discipline                       | Sportifs | Performance |
| Médailles d'or : 3 |                                  | |             |
| Escrime            | Fleuret (H)                      | Nedo Nadi |             |
| Gymnastique        | Concours général individuel (H)  | Alberto Braglia | 135,00 pts  |
| Gymnastique        | Concours général par équipes (H) | Pietro Bianchi Guido Boni Alberto Braglia Giuseppe Domenichelli Carlo Fregosi Alfredo Gollini Francesco Loi Luigi Maiocco Giovanni Mangiante Lorenzo Mangiante Serafino Mazzarochi Guido Romano Paolo Salvi Luciano Savorini Adolfo Tunesi Giorgio Zampori Umberto Zanolini Angelo Zorzi | 53,15 pts   |

### Médailles d'argent
| Sport                  | Discipline  | Sportifs        | Performance |
| Médailles d'argent : 1 |             |                 |             |
| Escrime                | Fleuret (H) | Pietro Speciale |             |

### Médailles de bronze
| Sport                   | Discipline                      | Sportifs          | Performance   |
| Médailles de bronze : 2 |                                 |                   |               |
| Athlétisme              | 10 km marche (H)                | Fernando Altimani | 47 min 47 s 6 |
| Gymnastique             | Concours général individuel (H) | Adolfo Tunesi     | 131,50 pts    |

## Sources
- (en) Cet article est partiellement ou en totalité issu de l’article de Wikipédia en anglais intitulé « Italy at the 1912 Summer Olympics » (voir la liste des auteurs).